# Jacob Araptany
Jacob Araptany (ur. 11 lutego 1992) – ugandyjski lekkoatleta specjalizujący się w biegach średnich oraz długich. 
W swoim debiucie na dużej imprezie międzynarodowej zdobył brązowy medal w biegu na 3000 metrów z przeszkodami podczas mistrzostw świata juniorów w Moncton (2010). Na tym samym dystansie, rok później, był trzeci na juniorskich mistrzostwach Afryki (na tych zawodach wystąpił także w biegu na 800 metrów kończąc go na dziesiątej lokacie). W 2011 startował w mistrzostwach globu w biegu na przełaj plasując się w rywalizacji juniorów na dziewiątym miejscu (Uganda zdobyła także brąz drużynowo), kilka miesięcy później zwyciężył w biegu przeszkodowym podczas Europejskiego Festiwalu Lekkoatletycznego pomimo upadku na ostatnim okrążeniu. Medalista mistrzostw Ugandy.

## Osiągnięcia
| Rok  | Impreza                               | Miejsce        | Konkurencja                   | Pozycja     | Wynik   |
| ---- | ------------------------------------- | -------------- | ----------------------------- | ----------- | ------- |
| 2010 | Mistrzostwa świata juniorów           | Moncton        | bieg na 3000 m z przeszkodami | 3. miejsce  | 8:37,02 |
| 2011 | Mistrzostwa świata w biegu na przełaj | Punta Umbría   | bieg juniorów na 8 km         | 9. miejsce  | 23:03   |
| 2011 | Mistrzostwa świata w biegu na przełaj | Punta Umbría   | drużyna juniorów              | 3. miejsce  |         |
| 2011 | Mistrzostwa Afryki juniorów           | Gaborone       | bieg na 800 m                 | 10. miejsce | 1:50,62 |
| 2011 | Mistrzostwa Afryki juniorów           | Gaborone       | bieg na 3000 m z przeszkodami | 3. miejsce  | 8:30,63 |
| 2012 | Igrzyska olimpijskie                  | Londyn         | bieg na 3000 m z przeszkodami | eliminacje  | 8:35,85 |
| 2013 | Mistrzostwa świata                    | Moskwa         | bieg na 3000 m z przeszkodami | 12. miejsce | 8:25,86 |
| 2016 | Mistrzostwa Afryki                    | Durban         | bieg na 3000 m z przeszkodami | 6. miejsce  | 8:29,60 |
| 2016 | Igrzyska olimpijskie                  | Rio de Janeiro | bieg na 3000 m z przeszkodami | –           | DNF     |

## Rekordy życiowe
- Bieg na 3000 metrów z przeszkodami – 8:14,48 (2012)